# Mom Bakkesz
Tom Poes en Mom Bakkesz of kortweg Mom Bakkesz is 44ste verhaal uit de Bommelsaga, geschreven en getekend door Marten Toonder. Het verhaal verscheen voor het eerst op 30 mei 1951 en liep tot 27 augustus van dat jaar. Thema: De meeste tijd gaat verloren aan het zoeken van dingen die er niet zijn.

## Samenvatting
Op een stormachtige avond belt Tom Poes aan bij het kasteel Bommelstein. Hij wordt binnengelaten door bediende Joost, die vertelt dat het verjaardagsfeest van heer Bommel reeds begonnen is. Onverwacht komt er een oud mannetjeop bezoek. Hij weet dat heer Bommel jarig is en noemt hem Oltje. Hij heeft een doosje met een zogenaamde schaafsteen bij zich. Dit is een diamant die beschaving brengt. Omdat het mannetje moe is nadat hij eeuwenlang de schaafsteen heeft bewaakt, wil hij wat slapen. Hij geeft het doosje met de diamant aan heer Ollie om te bewaren. Hij waarschuwt hem voor Mom Bakkesz, die op de diamant uit is en in allerlei vermommingen verschijnt.
En dus blijkt het doosje al snel gestolen te zijn door een valse Joost. Het is het begin van een lange achtervolging over de wereld en vele persoonsverwisselingen. Er dient zich al snel een detective aan, en uiteindelijk blijkt dat Mom Bakkesz en de detective één en dezelfde persoon zijn en wordt hij gearresteerd.
Het verhaal doet sterk denken aan het ballonstripverhaal verhaal Tom Poes en dief met de duizend gezichten, wat in 1962 in weekblad Revu verscheen.

## Voetnoot
1. ↑   Op 28 maart 1985 onthult het NRC Handelsblad in stripstrook 01677 dat het hier de dwerg Kwetal betreft. Het is dan een inleiding op de herpublicatie 34 jaar later.
2. ↑   Het mannetje stelt: “Je schaaft en je beschaaft en dan krijg je iets, wat je beschaving zou kunnen noemen.”
3. ↑  Mom Bakkeszoon, uitvinder van het schertsmasker.